# Vaxoncourt
Vaxoncourt é uma comuna francesa na região administrativa de Grande Leste, no departamento de Vosges. Estende-se por uma área de 8,43 km². Em 2010 a comuna tinha 454 habitantes (densidade: 53,9 hab./km²).